# Amerikaanse Maagdeneilanden op de Olympische Zomerspelen 1972
De Amerikaanse Maagdeneilanden namen deel aan de Olympische Zomerspelen 1972 in München, West-Duitsland. Het was de tweede deelname aan de Spelen. Het duurde tot 1988 voordat de eerste medaille werd behaald.
De zeiler John Hamber was de eerste deelnemer uit de Amerikaanse Maagdeneilanden die voor de tweede keer aan de Olympische Spelen deelnam.

## Deelnemers en resultaten
(m) = mannen, (v) = vrouwen 

### Atletiek
| Olympiër       | Discipline | Resultaat | Prestatie            |
| -------------- | ---------- | --------- | -------------------- |
| George Calhern | 100m (m)   | 68e       | serie 4: 7e in 10,90 |

### Boksen
| Olympiër      | Discipline | Resultaat | Prestatie                        |
| ------------- | ---------- | --------- | -------------------------------- |
| William Peets | -75kg (m)  | 9e        | 2e ronde: V van DEN Knudsen: 0-5 |

### Schietsport
| Olympiër         | Discipline                 | Resultaat | Prestatie                                              |
| ---------------- | -------------------------- | --------- | ------------------------------------------------------ |
| Adelbert Nico    | 50m geweer 3 houdingen (m) | 66e       | 1017 pnt. (liggend: 382 / knielend: 286 / staand: 349) |
| Salvador Sanpere | 50m geweer 3 houdingen (m) | 69e       | 979 pnt. (liggend: 368 / knielend: 297 / staand: 314)  |
| Douglas Mast     | 50m geweer liggend (m)     | 78e       | 583 pnt. (98 - 97 - 97 - 96 - 97 - 98)                 |
| Harold Frederick | 50m geweer liggend (m)     | 88e       | 580 pnt. (98 - 95 - 99 - 97 - 97 - 94)                 |
| José Álvarez     | 50m pistool (m)            | 57e       | 486 pnt. (76 - 81 - 85 - 85 - 76 - 83)                 |
| Robert McAuliffe | 25m snelvuurpistool (m)    | 59e       | 494 pnt. (180 - 182 - 132)                             |

### Zeilen
| Olympiër (deelname)                      | Discipline     | Resultaat | Prestatie                                                    |
| ---------------------------------------- | -------------- | --------- | ------------------------------------------------------------ |
| Richard Griffin                          | finn klasse    | 29e       | 179 pnt. (23 - 32 - 24 - 36 - 28 - 41 (dnf) - 36 = 220 pnt.) |
| Peter Jackson Kenneth Klein sr           | star klasse    | 16e       | 106,7 pnt. (17 - 17 - 23 - 23 - 20 - 11,7 - 18 = 129,7 pnt.) |
| John Hamber (2) John Foster sr           | tempest klasse | 20e       | 131 pnt. (26 - 23 - 25 - 22 - 15 - 24 - 22 = 157 pnt.)       |
| Richard Holmberg David Jones David Kelly | soling klasse  | 24e       | 136 pnt. (27 - 30 - 29 - 30 - 25 - 25 = 166 pnt.)            |

Afghanistan · Albanië · Algerije · Amerikaanse Maagdeneilanden · Argentinië · Australië · Bahama's · Barbados · België · Bermuda · Birma · Bolivia · Bondsrepubliek Duitsland · Brazilië · Brits-Honduras · Bulgarije · Canada · Ceylon · Chili · Colombia · Congo-Brazzaville · Costa Rica · Cuba · Dahomey · Denemarken · Dominicaanse Republiek · Duitse Democratische Republiek · Ecuador · Egypte · El Salvador · Ethiopië · Fiji · Filipijnen · Finland · Frankrijk · Gabon · Ghana · Griekenland · Groot-Brittannië · Guatemala · Guyana · Haïti · Hongarije · Hongkong · Ierland · IJsland · India · Indonesië · Iran · Israël · Italië · Ivoorkust · Jamaica · Japan · Joegoslavië · Kameroen · Kenia · Khmerrepubliek · Koeweit · Lesotho · Libanon · Liberia · Liechtenstein · Luxemburg · Madagaskar · Malawi · Maleisië · Mali · Malta · Marokko · Mexico · Monaco · Mongolië · Nederland · Nederlandse Antillen · Nepal · Nicaragua · Nieuw-Zeeland · Niger · Nigeria · Noord-Korea · Noorwegen · Oeganda · Oostenrijk · Opper-Volta · Pakistan · Panama · Paraguay · Peru · Polen · Portugal · Puerto Rico · Roemenië · San Marino · Saoedi-Arabië · Senegal · Singapore · Soedan · Somalië · Sovjet-Unie · Spanje · Suriname · Swaziland · Syrië · Taiwan · Tanzania · Thailand · Togo · Trinidad en Tobago · Tsjaad · Tsjecho-Slowakije · Tunesië · Turkije · Uruguay · Venezuela · Verenigde Staten · Vietnam · Zambia · Zuid-Korea · Zweden · Zwitserland